# Martin Andreasson
För andra betydelser, se Martin Andreasson (olika betydelser).
Nils Martin Andreasson, född 1970, är en svensk politiker (liberal). Han är sedan den 18 oktober 2022 statssekreterare hos jämställdhets- och biträdande arbetsmarknadsminister Paulina Brandberg. Han var riksdagsledamot 2002–2006 (ordinarie ledamot) och 2012 (statsrådsersättare), invald för Stockholms läns valkrets. Han är kommunpolitiker i Solna kommun sedan 2006. Sedan augusti 2019 är han chef för liberalernas riksdagskansli. Han arbetade tidigare som allmänpolitisk utredare inom Liberalerna. Andreasson har engagerat sig i frågor kring mångfald i samhället, antidiskriminering och likhet inför lagen, inte minst homosexuellas, bisexuellas och transpersoners rättigheter, samt även rättstrygghets- och polisfrågor, konsumentpolitik och Stockholmsregionens utveckling och kommunpolitiken i Solna. Han var förbundssekreterare i RFSL 1997–1998, och vice ordförande i RFSL 1998-1999.
Han ingick i Folkpartiets (tidigare namn på Liberalerna) partistyrelse 2001–2007. Han har även varit ordförande i Folkpartiets kommunförening i Solna kommun, ordförande i den fristående organisationen Homo-, bi- och transliberaler (HBT-liberaler) 2001–2009, samt ordförande för arbetsutskottet för Liberalernas länsförbund i Stockholms län (2005-2012), och han utsågs 2005 till Liberalernas representant i utredningen om en könsneutral äktenskapslag (trädde i kraft 2009). Han var också den som ledde partiets valanalys efter riksdagsvalet 2006. Han var ordförande i Västerorts polisnämnd 2003–2010 samt ledamot i styrelsen, senare insynsrådet, för Konsumentverket 2005-2014.
Under sin tid som ordinarie ledamot i riksdagen var han ordinarie ledamot i lagutskottet och suppleant i konstitutionsutskottet och arbetsmarknadsutskottet (2006) samt ledamot i riksdagsgruppens förtroenderåd. Åren 2003–2006 var han ordförande i riksdagens tvärpolitiska HBT-grupp. Under mars–juni 2012 var Andreasson statsrådsersättare för Jan Björklund under Gunnar Andréns tjänstledighet, och han var då extra suppleant i skatteutskottet, finansutskottet och EU-nämnden.
Andreasson har sedan valet 2006 varit ledamot i Solna kommunfullmäktige. Han är förste vice ordförande i socialnämnden sedan 2007, ordförande i kommunens råd för funktionshinderfrågor sedan 2015, samt ledamot i kommunens arvodeskommitté och familjerättsnämnd. Han var tidigare ordförande för kommunens jämställdhetskommitté (2007-2010) och likabehandlingskommitté (2011-2014).
2010 tilldelades Andreasson Bertil Ohlin-medaljen i guld.
Martin Andreasson har utgivit två böcker: Öppenhet och motstånd (1996) och Homo i folkhemmet (red. 2000).